# János Beszteri-Balogh
János Beszteri-Balogh (Heves, Hungría, 9 de agosto de 1938-22 de enero de 2024) fue un jugador de hockey sobre hielo húngaro que jugó en la posición de delantero.

## Carrera

### Club
| Periodo   | Club                  |
| --------- | --------------------- |
| 1955-1957 | Szikra Budapest       |
| 1958-1959 | Kinizsi SE Budapest   |
| 1960-1969 | Ferencvaros           |
| 1969-1970 | Vörös Meteor Budapest |

### Selección nacional
Jugó para Hungría en los Juegos Olímpicos de Innsbruck 1964, donde fueron eliminados en la primera ronda por Unión Soviética 1-19 y terminaron últimos entre dieciséis países perdiendo todos los partidos.

## Logros
- OB I bajnokság (4): 1961, 1962, 1964, 1967
- Copa de Hungría (2): 1968, 1969